# 醫院

紅十字标志

医院是治疗和护理病人的机构，也可執行健康检查、疾病预防等。越南、日本、韓國醫療體系稱病院。在醫院由专业分工的醫事人員利用醫學檢驗、影像檢查、治疗等設备提供醫療及患病休養服務的一种醫療機構，其服務對象為觉察或认可自己心理上或生理上有嚴重问题的患者和接受分娩的孕婦，或者是受到家人和朋友极力劝导到医院寻求帮助的来访者，或者是需要常规健康管理的一般人士。也有类似診所的门诊服务。
大部分医院通常是由政府部門资助，或由宗教團體、社會組織、公司或慈善机构的慈善捐款，不以盈利為目的。同時，也存在以盈利為目的的私立醫院。

## 類型

### 綜合醫院
旨在处理各种疾病和损伤的醫院是綜合醫院，它們通常包括急诊部、門診部、住院部，和较为齐全的检验、检查等辅助诊断科室与部门。 综合医院通常是一個地区的主要醫療機構，有大量的病床，可以同時為許多病人提供重症监护和长期照顾。

### 專科醫院
旨在治療特定疾病或傷害的醫院是專科醫院。按不同疾病或傷害，可分為兒科醫院、婦產科醫院、精神病院、腫瘤醫院、傳染病醫院等。

### 教學醫院
為病人提供治療，同時结合的医学生和護理學生的教學工作的醫院，是教學醫院。教學醫院可以是綜合醫院，也可以是專科醫院。教學醫院通常是醫科大學、醫學院或綜合性大學醫學院的附屬醫院。

### 診所
只能提供針對常見疾病門診服務的醫療機構是普通科診所，另有專門針對特定疾病的專科診所。診所的規模一般都比較小。診所也包括公立診所（社區衛生服務中心）和民營診所兩種。

## 管理
- 醫院管理中包含成本計算、保險支付制度（論日計酬、論病例計酬、論人計酬、DRG系統、總額支付制度）。在管理上常見的如病床糾紛、病人安全、醫事人員過勞的問題排解。 [2]

## 組織架構

### 門診部門
負責治療本身疾病並不緊急，不需要住院進行治療的患者的部門叫門診部。門診部會依照各種疾病分科室，例如內科、外科、眼科、皮膚科、復健科、婦科、中醫、兒科等。

### 急診部門
為情況緊急的患者提供服務的部門叫急診部或急症室，但不是每間醫院都設有急診室。

### 住院部門
負責治療需要住院治療的患者的部門叫住院部。住院部也會依照各種疾病分科室。

### 內科
治療內臟、心血管相關疾病，並進行慢性病等照護醫療。

### 外科
如果病人情況需要治療，一部份可能要做手術。負責這些療程的是外科，還有麻醉科配合做手術。

### 医技、支援、後勤部門
支援部門包括藥局、X光、電腦斷層掃描、磁共振成像、記錄處、病歷檔案部等。還有一些非醫療的包括廚房、清潔部門、行政部門、會計等。

## 历史
医院在古代、近代中国或稱醫局、醫館，医院对应英语 Hospital 的词源学认为医院是接待、接收、留滞病人的地方。相對於此，出診制度則是指醫生到病人的家中，上門看病。史书记载最早的医院出现在古埃及的寺庙，奉祀古希腊医神阿斯克勒庇俄斯的寺庙为一种资料集中地。古中国僧人法显在公元400年前往斯里兰卡的旅行记录了印度的商人头目在城市里建立了提供医治和医药的房子。
有些疾病仍長期持續的患者、嚴重傷殘而影響自身活動能力的傷者和植物人是會長期住院，更有患者不幸在醫院死亡。

## 法律

### 台灣
- 根據中華民國《醫療法》，財團法人需要設立董事九~十五人，其中需要有三分之一為醫事人員，外國人必須在三分之一組成以下。
- 財務必須在三個月內設立好，其中10%收益劃分為研究，10%進行公益贊助，並只能用捐助而來。

### 香港
- 香港法例第633章《私營醫療機構條例》負責規管私營醫院、日間醫療中心、診所及衛生服務機構。至於《醫院管理局條例》（香港法例第113章）則指定由醫院管理局負責管理及營運香港的公營醫院。

## 其他

### 衍生
具有醫院機能的船艦，稱為醫療船。

### 人員
醫院的工作者稱為醫事人員，包括醫師、護理人員、臨床心理師、職能治療師、物理治療師、醫事檢驗師、醫事放射師、呼吸治療師、營養師、藥劑師和助產士等。

## 圖集

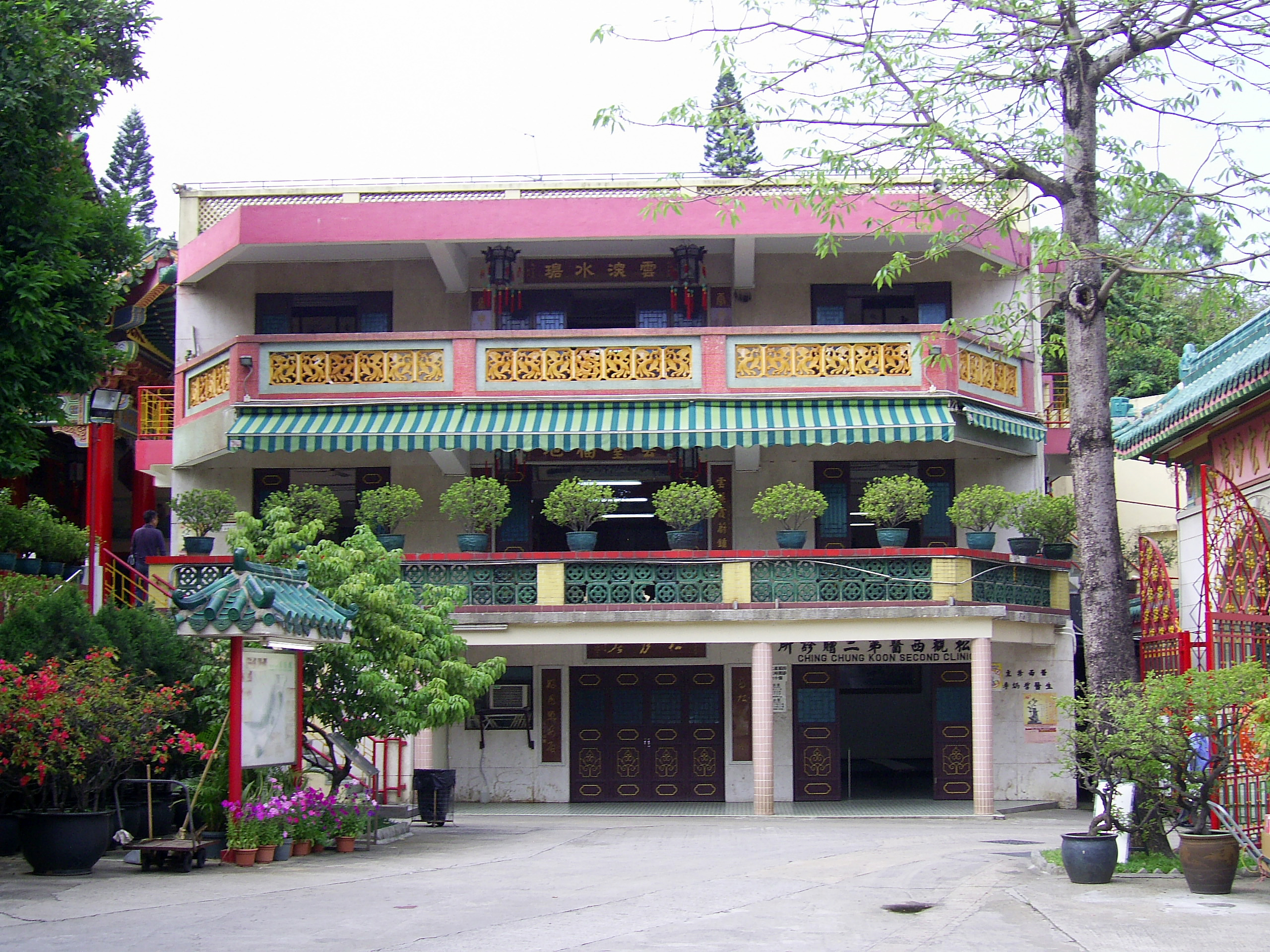
診所
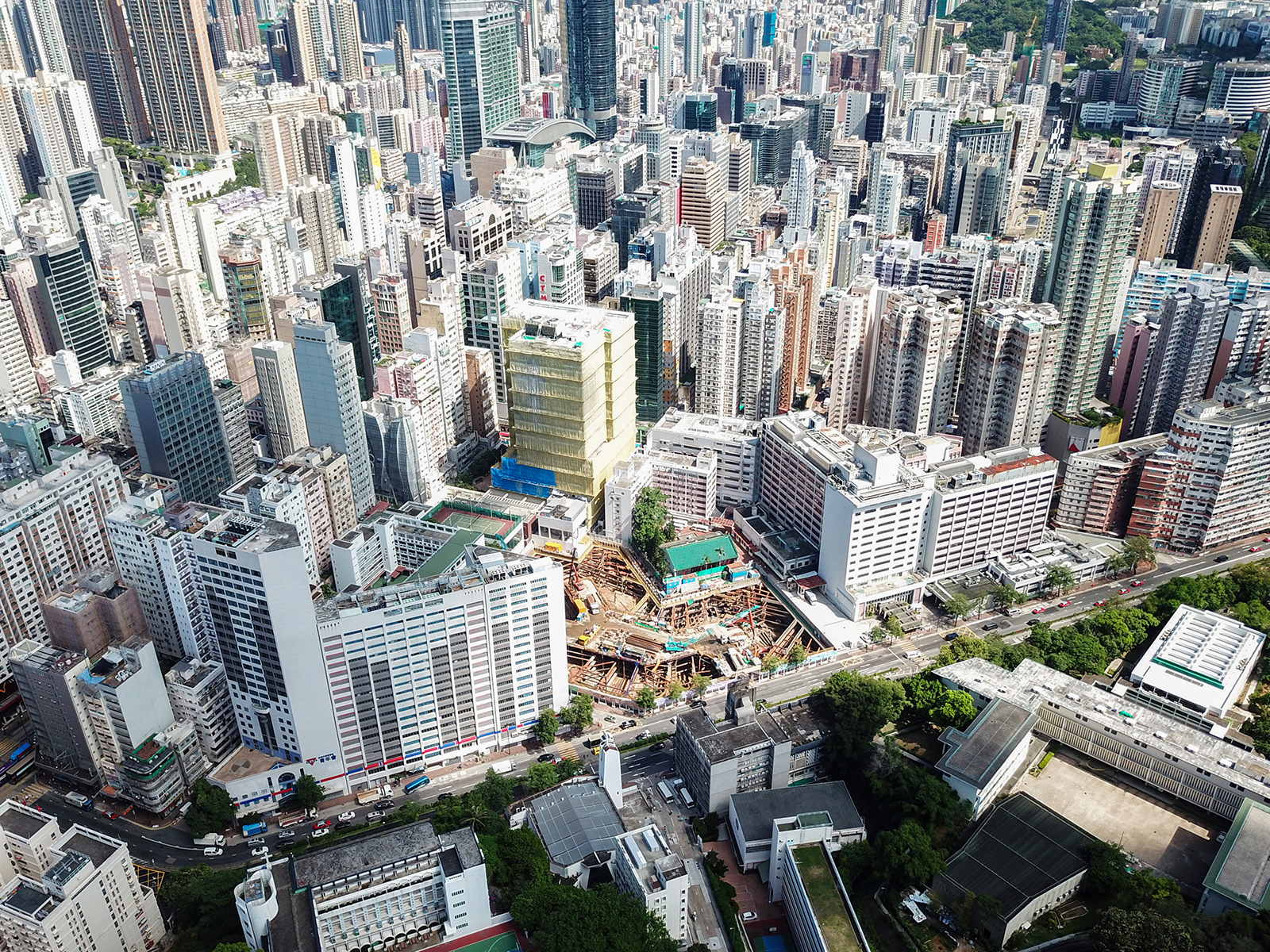
綜合醫院
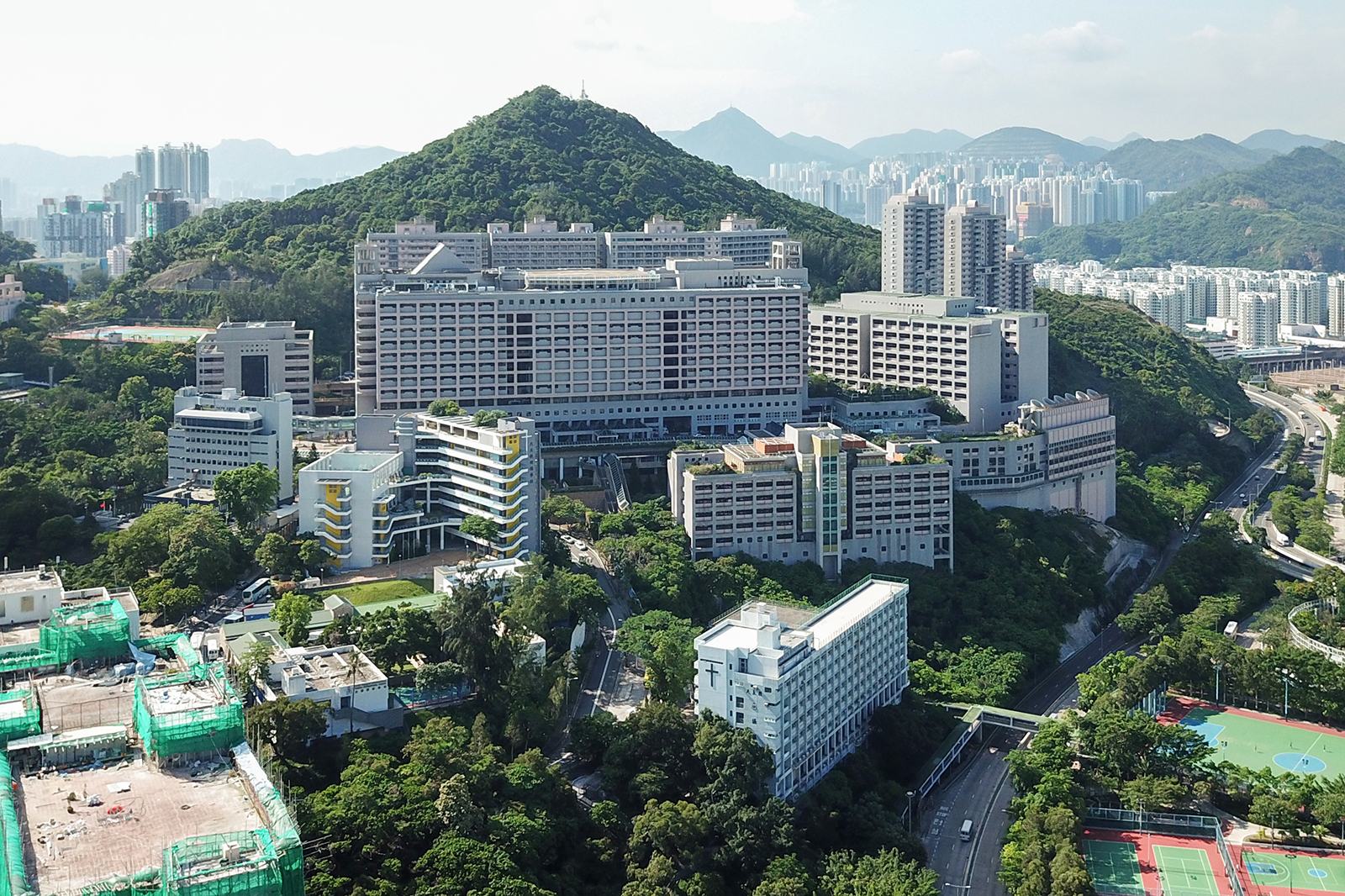
政府醫院
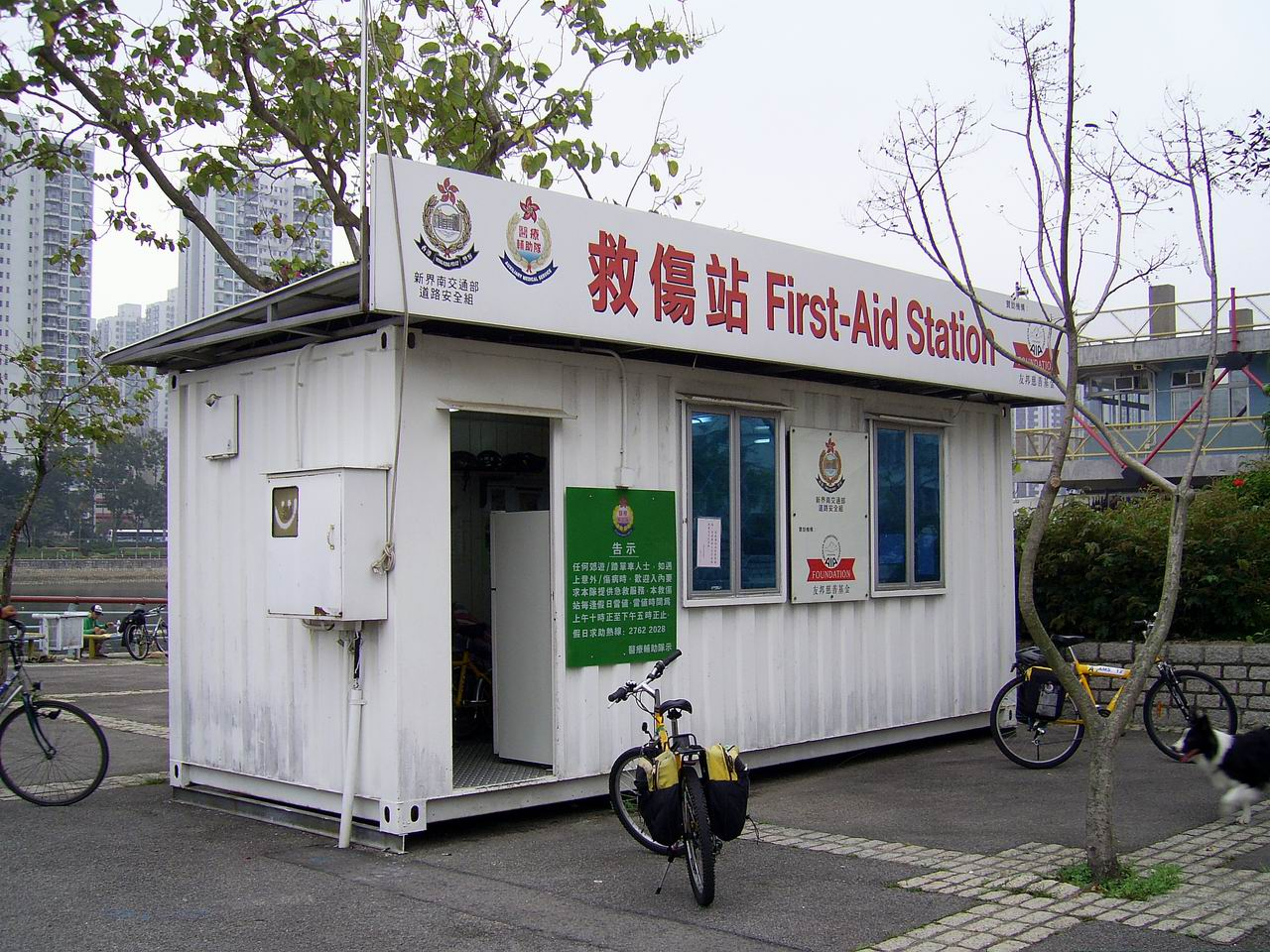
香港的一处社區急救站
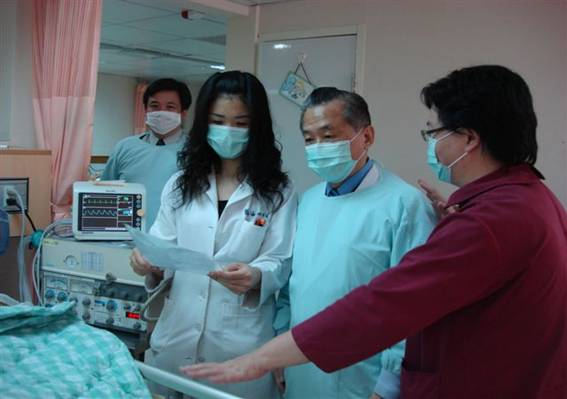
醫生巡床
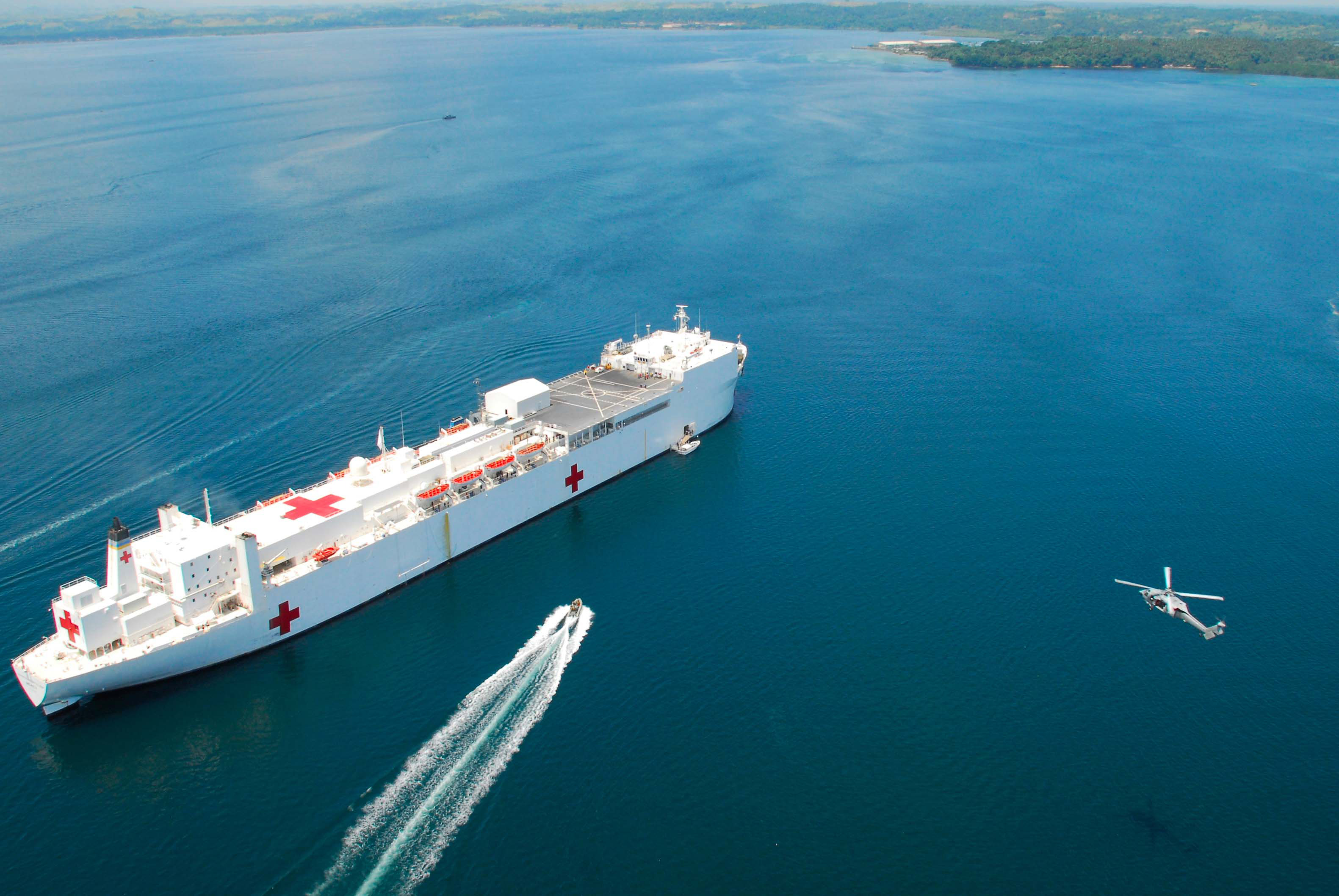
美國海軍仁慈級醫療船的首艦